# Avlákion (ort i Grekland)
Avlákion (Avlaki) är en ort i Grekland.   Den ligger i prefekturen Fthiotis och regionen Grekiska fastlandet, i den centrala delen av landet, 140 km nordväst om huvudstaden Aten. Avlákion ligger 90 meter över havet och antalet invånare är 471.
Terrängen runt Avlákion är kuperad norrut, men söderut är den platt. Havet är nära Avlákion åt sydost.  Närmaste större samhälle är Lamia, 11,3 km väster om Avlákion. 